# Jacques Zoua
Jacques Zoua Daogari (Garoua, 6 settembre 1991) è un calciatore camerunese, attaccante del Trouville-Deauville.

## Carriera

### Club

#### Basilea
Dopo aver giocato in patria con il Coton Sport, nel 2009 si trasferisce in Svizzera al Basilea, dove rimane sino al 2013, disputando partite con buone prestazioni, segnando 24 gol in 128 presenze, esordendo sia in Europa League, sia in Champions League.

#### Amburgo e Erciyesspor
Nel 2013 firma un contratto triennale che lo legherà all'Amburgo fino al 2016. Esordisce, quindi, nel massimo campionato tedesco, siglando tuttavia solo due reti in 28 partite di campionato. Per la stagione successiva, quindi, il camerunese viene girato in prestito ai turchi dell'Erciyesspor, dove il suo rendimento comincia a migliorare

#### Gazélec Ajaccio
Dopo due anni su tre di contratto, Zoua viene ceduto ai francesi del Gazélec Ajaccio, in Ligue One. Sigla 5 gol in 31 partite.

#### Kaiserlautern
Nell'estate 2016, il giocatore fa ritorno in Germania, siglando un contratto con il club di seconda divisione Kaiserslautern.

### Nazionale
Nel 2011 debutta con la Nazionale del Camerun.

## Statistiche

### Presenze e reti nei club
Statistiche aggiornate al 14 aprile 2017.
| Stagione        | Squadra         | Campionato      | Campionato | Campionato | Coppe nazionali | Coppe nazionali | Coppe nazionali | Coppe continentali | Coppe continentali | Coppe continentali | Altre coppe | Altre coppe | Altre coppe | Totale | Totale |
| Stagione        | Squadra         | Comp            | Pres       | Reti       | Comp            | Pres            | Reti            | Comp               | Pres               | Reti               | Comp        | Pres        | Reti        | Pres   | Reti   |
| --------------- | --------------- | --------------- | ---------- | ---------- | --------------- | --------------- | --------------- | ------------------ | ------------------ | ------------------ | ----------- | ----------- | ----------- | ------ | ------ |
| 2009-2010       | Basilea         | SL              | 14         | 2          | CS              | 4               | 1               | UEL                | 0                  | 0                  | -           | -           | -           | 18     | 3      |
| 2010-2011       | Basilea         | SL              | 22         | 4          | CS              | 2               | 0               | UCL+UEL            | 4+2                | 0                  | -           | -           | -           | 30     | 4      |
| 2011-2012       | Basilea         | SL              | 26         | 7          | CS              | 4               | 2               | UCL                | 7                  | 0                  | -           | -           | -           | 37     | 9      |
| 2012-2013       | Basilea         | SL              | 24         | 1          | CS              | 4               | 4               | UCL+UEL            | 5+10               | 3+0                | -           | -           | -           | 43     | 8      |
| Totale Basilea  | Totale Basilea  | Totale Basilea  | 86         | 14         |                 | 14              | 7               |                    | 28                 | 3                  |             | -           | -           | 128    | 24     |
| 2013-2014       | Amburgo         | BL              | 27         | 2          | CG              | 4               | 1               | -                  | -                  | -                  | -           | -           | -           | 31     | 3      |
| ago. 2014       | Amburgo         | BL              | 0          | 0          | CG              | 1               | 0               | -                  | -                  | -                  | -           | -           | -           | 1      | 0      |
| Totale Amburgo  | Totale Amburgo  | Totale Amburgo  | 27         | 2          |                 | 5               | 1               |                    | -                  | -                  |             | -           | -           | 32     | 3      |
| ago. 2014-2015  | K. Erciyesspor  | SL              | 23         | 8          | TK              | 0               | 0               | -                  | -                  | -                  | -           | -           | -           | 23     | 8      |
| 2015-2016       | Gazélec Ajaccio | L1              | 31         | 5          | CF+CdL          | 0+1             | 0               | -                  | -                  | -                  | -           | -           | -           | 32     | 5      |
| 2016-2017       | Kaiserslautern  | 2BL             | 16         | 5          | CG              | 1               | 0               | -                  | -                  | -                  | -           | -           | -           | 17     | 5      |
| Totale carriera | Totale carriera | Totale carriera | 183        | 34         |                 | 21              | 8               |                    | 28                 | 3                  |             | -           | -           | 232    | 45     |

## Palmarès

### Club

#### Competizioni nazionali
- Coppa Svizzera: 2

Basilea: 2009-2010, 2011-2012
- Campionato svizzero: 4

Basilea: 2009-2010, 2010-2011, 2011-2012, 2012-2013

### Nazionale
- Coppa d'Africa: 1

Gabon 2017